# Zwischengesang
Zwischengesang ist in der römisch-katholischen Liturgie die volkstümliche Bezeichnung für die Wechselgesänge zwischen den Lesungen und dem Evangelium in der heiligen Messe. Er wird im Wortgottesdienst im Wechsel zwischen Kantor und Volk oder aber von der Choralschola gesungen.
Als Zwischengesang bezeichnet man
- den Antwortpsalm oder das Graduale
- den Ruf vor dem Evangelium (Halleluja oder Vers), an manchen Tagen Tractus
- die Sequenz zu Ostern, Pfingsten, Fronleichnam, im Requiem (Dies irae) und beim Gedächtnis der Schmerzen Mariens am 15. September (Stabat mater).

Die liturgischen Bestimmungen lauten, dass sowohl  der Antwortpsalm mit seiner Antiphon als auch der Ruf vor dem Evangelium wesentliche Teile des Wortgottesdienstes darstellen. Der Antwortpsalm soll dem Lektionar entnommen und vorzugsweise gesungen werden. Der Antwortpsalm sei von großer liturgischer und pastoraler Bedeutung, weil er die Betrachtung des Wortes Gottes fördere. In vielen deutschsprachigen Gemeinden hat sich auf Grund einer sehr weit ausgelegten Bestimmung in dem liturgischen Buch Die Feier der Gemeindemesse die frühere Praxis erhalten, ein Lied aus dem Gotteslob zwischen den Schriftlesungen zu singen.